# Марлинг, Брит
Брит Хе́йворт Ма́рлинг (англ. Brit Heyworth Marling; род. 7 августа 1982) — американская сценаристка, продюсер и актриса.
Она впервые получила известность в 2004 году за документальный фильм «Боксёры и балерины», который она написала в соавторстве с Майком Кэхиллом и Николаем Шумакером.

## Биография
Родилась 7 августа 1982 года в Чикаго, штат Иллинойс. Имя «Брит» получила в честь прабабушки, имевшей норвежское происхождение. Частое упоминание полной формы имени как «Бриттани» является ошибкой, о чём Марлинг сообщила в одном из интервью. Изучала экономику в Джорджтаунском университете, проходила стажировку в качестве инвестиционного аналитика в «Goldman Sachs». На первом курсе состоялось знакомство Марлинг с Майком Кэхиллом и Залом Батманглиджем. В 2004 году увидела свет документальная картина Марлинг и Кэхилла «Боксеры и балерины».
В 2011 году Марлинг выступила соавтором сценария и исполнила главную роль в картине «Другая Земля». Впервые фильм был представлен на 27-м кинофестивале «Сандэнс», где завоевал премию Альфреда Слоуна и Специальный приз жюри. После фестиваля фильм закупила кинокомпания Fox Searchlight, занимающаяся прокатом и финансированием независимых проектов. Тогда же на фестивале Сандэнс был представлен фильм «Звук моего голоса». Брит Марлинг выступила в качестве соавтора сценария и исполнила главную роль. Картина повествует о девушке по имени Мэгги, которая утверждает, что переместилась из 2054 года в прошлое. Мэгги возглавила секту, гарантирующую адептам новой религии спасение и предоставление безопасного места во время грядущих в будущем страшных событий.
Снимаясь в независимом кино, Марлинг смогла исполнить ряд нестандартных, интересных ролей. «Когда тебе чуть за двадцать, ты молода и не имеешь опыта, то тебя могут утвердить разве что на роль девушки, преследуемой серийным убийцей. Держат ли их в плену, или они на вторых ролях, мне кажется, что это очень грустно, ведь те женщины, которых я знаю, сильные, интересные, сложные, сами управляющие своей жизнью. Поэтому я решила, что неплохо было бы просто попытаться писать самой. Писать для себя и для других женщин. Так всё и начинается», — прокомментировала Брит Марлинг работу над сценарием к картине «Другая Земля».
В 2013 году Марлинг стала соавтором сценария к картине «Группировка „Восток“», в котором также исполнила главную роль. Бывшая оперативница ФБР Джейн под именем Сары Мосс внедряется в группировку экологических террористов. На написание сценария Марлинг и Батманглиджа вдохновила ежегодная акция против сверхпотребления День без покупок и собственный опыт фриганизма.
В 2014 году на кинофестивале Сандэнс была представлена картина Майка Кэхилла «Я — начало», в которой Брит Марлинг исполнила роль ассистентки молекулярного биолога Иэна Грэя. Доктор Грэй вместе со своей студенткой Карен работают над подтверждением эволюционной теории возникновения глаза у живых существ.
Настоящим прорывом в карьере актрисы стало участие в создании сериала «ОА» от Netflix. Марлинг исполнила главную роль, выступила в качестве соавтора сценария и исполнительного продюсера. 28-летняя Прейри Джонсон возвращается к родителям, Нэнси и Абелю, после того, как исчезла 7 лет назад. До исчезновения Прейри была слепа, но теперь она может видеть и настаивает, чтобы её называли «ОА». «Variety» назвал сериал одним из самых важных фильмов года.

## Взгляды
Брит Марлинг является сторонницей идеологии фриганизма. В Лос-Анджелесе девушка присоединилась к коммуне фриганов, в течение двух месяцев жила в палаточном лагере и питалась просроченными продуктами, предварительно заморозив свой банковский счет на десять недель.

## Фильмография
| Год       | Название               | Роль                | Примечания |
| --------- | ---------------------- | ------------------- | --- |
| 2007      | The Recordist          | Чарли Холл          | Короткометражка |
| 2009      | Political Disasters    | Брит                | |
| 2011      | Другая Земля           | Рода Уильямс        | Общество кинокритиков Сан-Диего, Приз за лучшую женскую роль Кинофестиваль в Сиджесе, приз за лучшую женскую роль Номинирована — Ассоциация кинокритиков Чикаго награда за самого многообещающего исполнителя Номинирована — премия Independent Spirit Award за лучший фильм Номинирована — премия Independent Spirit Award за лучший сценарий Номинирована — Премия «Сатурн» лучшей киноактрисе |
| 2011      | Сообщество             | Пэйдж               | Эпизодическая роль |
| 2012      | Звук моего голоса      | Мегги               | |
| 2012      | Порочная страсть       | Брук Миллер         | |
| 2012      | Грязные игры           | Ребекка             | |
| 2013      | Группировка «Восток»   | Сара                | |
| 2014      | Я — начало             | Карен               | |
| 2016—2019 | ОА                     | Прэйри Джонсон / ОА | |
| 2023      | Убийство на краю света | Ли Андерсен         | |